# José Murphy y Meade

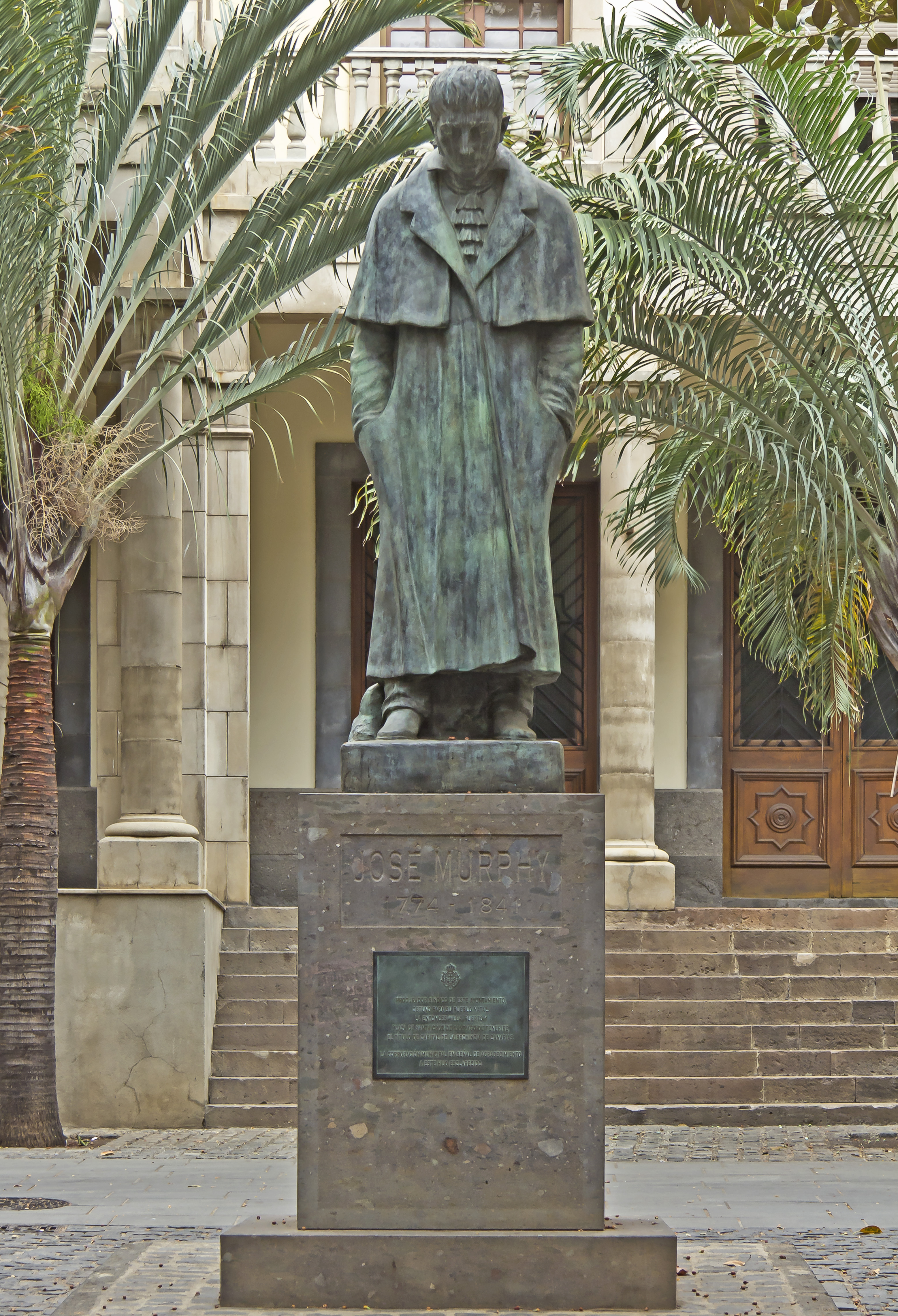
Estatua de José Murphy situada en la Plaza de San Francisco en Santa Cruz de Tenerife.

José Murphy y Meade (Santa Cruz de Tenerife, 25 de febrero de 1774 - México, 4 de agosto de 1841) fue un político español de ideología liberal. Es apodado popularmente el "Padre de Santa Cruz de Tenerife", ya que con sus gestiones logró para la ciudad, el título de capital de todas las Islas Canarias. Algunos tienen a José Murphy por el mejor político que ha dado Santa Cruz, hoy recordado en su estatua de la plaza de San Francisco de la capital tinerfeña.

## Biografía
José Murphy y Meade nació en el seno de una familia de comerciantes irlandeses afincados en Tenerife, hijo del dublinés Patricio Murphy & Kelly (1735 - 1801) y de la canaria Juana Meade y Sall (1747 - 1802). Desde su infancia, fue educado para la carrera mercantil, a la que se dedicaría hasta que su vocación política se impone frente a la tradición familiar. El 3 de enero de 1799 contrajo matrimonio con su prima Juana Anran y Meade (1774 - 1801), también de ascendencia irlandesa y canaria, de la que enviudaría en 1802, de la que tendría un hijo José. Más tarde volvería a casarse con María Greagh y Amat de Tortosa, hija de un militar también de ascendencia irlandesa. Su carrera política estuvo marcada por la lucha por la hegemonía de Santa Cruz frente a La Laguna y Las Palmas y por la defensa de las libertades comerciales de las Islas. Marchó al exilio tras el derrocamiento del régimen constitucional en 1823. 

## Vida política

### Inicios
En 1806 es elegido síndico personero del Ayuntamiento de Santa Cruz de Tenerife, y al año siguiente segundo Cónsul del Real Consulado de Irlanda.
A consecuencia de la invasión napoleónica y de la consiguiente falta de Gobierno, se constituye, en 1808, la Junta Suprema de La Laguna en la que es elegido vocal, y en calidad de tal asiste a las reuniones de la Junta Suprema Central celebradas en Sevilla y Cádiz.
En ese año es además elegido diputado para la Junta Central junto con el marqués de Villanueva del Prado. En 1812, terminada la Guerra de la Independencia, establece una compañía comercial con su hermano Patricio. Poco después, instalada la Diputación Provincial de Canarias en Tenerife, José Murphy figura entre los diputados electos y luego es nombrado Secretario provisional. En 1816 marcha por asuntos de negocios por dos meses a París y por dos años y medio a Londres. En 1818 vuelve a ser elegido síndico personero del Ayuntamiento de Santa Cruz de Tenerife, y en 1820 se le designa como vocal de la Junta de Sanidad.

### Trienio liberal
Hasta el Trienio Liberal (1820 - 1823), José Murphy participó de forma activa en la vida política tinerfeña y estuvo activamente comprometido con el proyecto sociopolítico liberal que propugnaba su clase social, consciente del papel que podría alcanzar la ciudad portuaria de Santa Cruz en el futuro político español si arraigase el liberalismo. 
El año 1821, José Murphy escribe un folleto titulado Breves reflexiones sobre los nuevos aranceles de Aduanas; el 6 de junio de ese mismo año contrae segundas nupcias con María Greagh y Amat; marcha a Madrid con su esposa y se presenta al Rey. El 30 de septiembre suscribe su Representación sobre Capitalidad, que presenta a las Cortes, consiguiendo la capitalidad única de Canarias el 22 de octubre para Santa Cruz de Tenerife, tras la lucha hegemónica de las clases dirigentes de esta ciudad frente a las clases dirigentes de las ciudades de San Cristóbal de La Laguna y Las Palmas de Gran Canaria, lo que sería el germen del llamado pleito insular entre las islas de Tenerife y Gran Canaria. Su carrera política también estuvo marcada por la defensa de las libertades comerciales de las Islas.
En 1822, una vez iniciado el trienio liberal, José Murphy y Graciliano Afonso son nombrados diputados a las Cortes por Canarias, y el primero de marzo Murphy estará en la Comisión que ha de recibir a la reina María Josefa Amalia de Sajonia en la apertura de dichas Cortes. Tiene diversas e importantes intervenciones en la Cámara sobre la "división de partidos", "la libertad de comercio", etc. Ese mismo año se le nombra representante de la Diputación de Canarias, para entregar al Rey el Decreto ley sobre "Prohibición de conventos".
Como diputado (1822-1823) promovió el reconocimiento de la independencia de las naciones que habían pertenecido a la Corona española, convencido de que su emancipación era irreversible, de que el enfrentamiento bélico carecía de sentido e impedía el comercio con América, al que se venían dedicando los burgueses canarios, entre los que se encontraba su familia. Sobre su actividad como diputado concluye Hernández:

Un Murphy pragmático y liberal, como era consustancial a los puntos de vista del sector social del que procedía, nos ilustra de la lucha, casi en solitario, que tuvo que realizar en unas Cortes y con un Gobierno marcadamente hostil a toda negociación que pusiese, siquiera sobre el tapete, la posibilidad del reconocimiento de la independencia de la América española.

En 1823 publica en Madrid sus Observaciones sobre la supresión del obispado de Tenerife que se somete a la Comisión eclesiástica. En la histórica sión de las Cortes celebrada ese mismo año en Sevilla, a causa de la invasión de los Cien Mil hijos de San Luis, Murphy suscribe el acuerdo para la incapacitación de Fernando VII y la creación de una Regencia.

## Exilio
Tras el derrocamiento del régimen constitucional en 1823, al caer sobre él en 1826 la pena de muerte como miembro de las Cortes liberales , huyó a Gibraltar y de ahí a  Londres. Posteriormente se trasladó a la Ciudad de México, donde desempeñó el cargo de cónsul general de España (1837), con carácter provisional y sin derecho a sueldo por lo que al tiempo renunció al mismo. Propició este nombramiento su conocimiento del comercio exterior y sus contactos con los principales agentes mercantiles, entre los que figuraba un influyente grupo de canarios. Al no percibir salario alguno renunció al cargo el 23 de mayo de 1840. Su situación económica era angustiosa. Su esposa la calificó de "horrorosa miseria".
Según certificaron los médicos, Murphy padecía "una luxación expontánea del fémur que le imposibilita el andar, y de una enajenación mental, efecto de los muchos trastornos y reveses que ha sufrido desde su emigración de la Península, considernado incurable ambas enfermedades.
Murió en la capital mexicana el 4 de agosto de 1841, dejando viuda y una hija "casadera". Su esposa solicitó una pensión de viudedad en razón a los cargos que había desempeñado como diputado y vicepresidente de las Cortes del Trienio Liberal, pero le fue denegada alegando que no aparecían "méritos suficientes" (1842).